# Auchy-les-Mines

Auchy-les-Mines este o comună în departamentul Pas-de-Calais, Franța. În 1 ianuarie 2022 avea o populație de 4.642 de locuitori.